# Мария-Луиза Бурбон-Пармска (1751 – 1819)
Мария-Луиза Бурбон-Пармска е пармска принцеса и испанска кралица, съпруга на крал Карлос IV.

## Произход и ранни години
Родена е на 9 декември 1751 г. в Парма, Италия. Дъщеря е на испанския принц Фелипе I Пармски и Луиза Елизабет, което я прави внучка на Луи XV. Получава солидно образование. Майка ѝ, която често посещавала роднините си във Франция, възнамерявала да я омъжи за нейния братовчед Луи (най-възрастният син на дофина Луи Фердинанд дьо Бурбон и Мария Жозефа Сакска), но тъй като годеникът ѝ умира още като дете през 1761 г., Мария-Луиза е обещана на Карлос, инфант на Испания. Междувременно майка ѝ умира през 1759 г. от шарка, а с брака на по-голямата ѝ сестра Изабела, омъжена за император Йозеф II, е скрепено примирието между Бурбоните и Хабсбургите. За нещастие Изабел умира през 1763 г. няколко дни след раждането на второто си дете и скърбящият Йозеф II пожелава да се ожени за Мария-Луиза, надявайки се да открие в нея чертите и качествата на любимата си жена. Желанието му е отхвърлено, тъй като Мария-Луиза вече е сгодена за Карлос IV.

## Испанска кралица
През 1765 г. бракът вече е факт. 13-годишната Мария-Луиза е омъжена за Карлос IV, той самият по това време е 17-годишен. Грациозната и женствена принцеса имала малко общо със съпруга си, който бил доста обикновен и тромав. Въпреки предупрежденията и съветите на собствения му баща, Карлос IV не полага никакви усилия да се хареса на съпругата си. Не след дълго Мария-Луиза става любовница на Мануел Годой, гвардеец от кралската стража, когото при възкачването на съпруга ѝ на трона през 1788 г. тя назначава за пръв министър.
Много скоро вълненията от Френската революция намират отзвук и в Испания. В опит за оказване на помощ на френската монархия Испания взема участие в Пиренейската война, в която революционна Франция излиза победител.
През 1808 г. властта на Карлос IV и Мария-Луиза е оспорена от техния син и наследник на трона инфант Фернандо VII, който ненавижда министър Годой и счита, че той манипулира родителите му. Карлос IV е принуден да абдикира, но 2 месеца по-късно и Фернандо VII е принуден да се откаже от престола, притиснат от Наполеон Бонапарт. След падането на Наполеон, на трона на Испания не е възстановена кралската двойка, а се възкачва Фернандо VII.
Карлос IV и Мария-Луиза умират в изгнание в Италия през 1819 г.

## Деца
Мария-Луиза ражда 15 деца от брака си с Карлос, сред които бъдещия крал Фернандо VII. Според някои твърдения (напр. на Франсиско Гоя, който рисува кралската двойка през 1800 г.), последните ѝ деца са плод на връзката ѝ с Годой.